# Depois do Amor
"Depois do Amor" é o primeiro single romântico da cantora Perlla. Este single está presente nos dois álbuns da cantora: Eu Só Quero Ser Livre (versão solo) e Mais Perto (com a participação do cantor Belo).
A música foi escrita por Naldo Benny.
Ficou entre as dez mais no Hot 100 Brasil alcançando a posição #2.